# Jeff Withey
Jeffree David "Jeff" Withey (San Diego, California; 7 de marzo de 1990) es un jugador de baloncesto estadounidense que actualmente milita en la liga coreana. Con 2,13 metros de altura, juega en la posición de pívot.

## Trayectoria deportiva

### Universidad
Jugó durante cuatro temporadas con los Jayhawks de la Universidad de Kansas, en las que promedió 8,0 puntos, 5,4 rebotes y 2,7 tapones por partido. En 2012 fue elegido mejor defensor de la Big 12 Conference ras liderar la conferencia en tapones colocados, galardón que recibió de nuevo al año siguiente, además de ser incluido en el mejor quinteto de la conferencia.
Compartió además con Victor Oladipo de los Indiana Hoosiers el premio al Jugador Defensivo del Año de la NABC, y fue incluido en el segundo quinteto consensuado All-America.

### Profesional
Fue elegido en la trigésimo novena posición del Draft de la NBA de 2013 por los Portland Trail Blazers, pero fue traspasado a los New Orleans Pelicans junto con Tyreke Evans de los Sacramento Kings en un acuerdo a tres bandas, en el que Robin Lopez y Terrel Harris acabaron en los Blazers y Greivis Vasquez en los Kings.
Jeff alcanzaría 5 años de experiencia en la NBA, desde el 2013 hasta el 2018, en la que promedió una media global de 3.2 puntos y 2.5 rebotes entre Pelicans, Jazz y Mavericks.
En la temporada 2020-21, se marcha a Corea del Sur para jugar en los Goyang Orion Orions, con el que promedia 8.8 puntos y 7.3 rebotes por partido.
El 12 de julio de 2021, firma por el RETAbet Bilbao Basket de la Liga ACB por una temporada.
El 22 de agosto de 2023, firma por el Hapoel Tel Aviv B.C. de la Ligat Winner, pero no llega a debutar.

## Estadísticas de su carrera en la NBA

### Temporada regular
| Año     | Equipo      | PJ  | PT | MPP  | %TC  | %3P  | %TL  | RPP | APP | ROB | TPP | PPP |
| ------- | ----------- | --- | -- | ---- | ---- | ---- | ---- | --- | --- | --- | --- | --- |
| 2013-14 | New Orleans | 58  | 4  | 11.8 | .535 | .000 | .712 | 2.6 | .4  | .3  | .9  | 3.3 |
| 2014-15 | New Orleans | 37  | 0  | 7.0  | .500 | .000 | .680 | 1.7 | .3  | .1  | .5  | 2.6 |
| 2015-16 | Utah        | 51  | 10 | 12.9 | .537 | .000 | .729 | 3.4 | .4  | .4  | 1.0 | 4.3 |
| 2016-17 | Utah        | 51  | 1  | 8.5  | .534 | .000 | .750 | 2.4 | .1  | .3  | .6  | 2.9 |
| 2017-18 | Dallas      | 10  | 0  | 3.9  | .375 | .200 | .500 | 1.0 | .0  | .0  | .3  | 1.5 |
| Total   | Total       | 207 | 15 | 10.0 | .525 | .143 | .716 | 2.5 | .3  | .3  | .8  | 3.2 |

### Playoffs
| Año   | Equipo | PJ | PT | MPP | %TC  | %3P  | %TL  | RPP | APP | ROB | TPP | PPP |
| ----- | ------ | -- | -- | --- | ---- | ---- | ---- | --- | --- | --- | --- | --- |
| 2017  | Utah   | 3  | 0  | 6.9 | .500 | .000 | .500 | 1.3 | .3  | .3  | .3  | 1.7 |
| Total | Total  | 3  | 0  | 6.9 | .500 | .000 | .500 | 1.3 | .3  | .3  | .3  | 1.7 |